# Campionati mondiali di maratona canoa/kayak 1988
I Campionati mondiali di maratona canoa/kayak 1988 sono stati la 1ª edizione della manifestazione. Si sono svolti a Nottingham, in Inghilterra, il 24 e il 25 luglio 1988.

## Medagliere
| Pos.   | Paese         | Oro | Argento | Bronzo | Totale |
| ------ | ------------- | --- | ------- | ------ | ------ |
| 1      | Australia     | 3   | 0       | 1      | 4      |
| 2      | Ungheria      | 1   | 3       | 0      | 4      |
| 3      | Danimarca     | 1   | 1       | 1      | 3      |
| 4      | Gran Bretagna | 1   | 1       | 0      | 2      |
| 5      | Svezia        | 0   | 1       | 0      | 1      |
| 6      | Polonia       | 0   | 0       | 3      | 3      |
| 7      | Paesi Bassi   | 0   | 0       | 1      | 1      |
| Totale | Totale        | 6   | 6       | 6      | 18     |

## Podi

### Uomini
| Evento | Oro                                     | Perform. | Argento                                       | Perform. | Bronzo                                      | Perform. |
| Canoa  |                                         |          |                                               |          |                                             |          |
| C-1    | Pál Pétervári                           | 4h16'14" | Gabor Kolozsvari                              | 4h19'53" | Stig Jepsen                                 | 4h30'53" |
| C-2    | Gran Bretagna Steven Train Andrew Train | 3h46'21" | Danimarca Arne Nielsson Christian Frederiksen | 3h48'21" | Polonia Andrzej Kaminski Krzysztof Głowacki | 3h49'57" |
| K-1    | John Jacoby                             | 3h38'16" | Stefan Gustafsson                             | 3h38'18" | Erik Onnekes                                | 3h38'19" |
| K-2    | Danimarca Thor Nielsen Lars Koch        | 3h19'31" | Gran Bretagna Ivan Lawler Graham Burns        | 3h23'18" | Australia Robert Edgar Chris Barnett        | 3h23'28" |

### Donne
| Evento | Oro                                 | Perform. | Argento                               | Perform. | Bronzo                                  | Perform. |
| Canoa  |                                     |          |                                       |          |                                         |          |
| K-1    | Janet Hall                          | 4h06'43" | Anna Polgar                           | 4h08'15" | Beata Lewicka                           | 4h10'51" |
| K-2    | Australia Gayle Mayes Denise Cooper | 3h48'10" | Ungheria Katalin Lakatos Erika Janosi | 3h51'59" | Polonia Miroslava Switalska Renata Oles | 3h52'30" |